# 圓頭脂䲁
圓頭脂䲁（學名：Labrisomus cricota），為輻鰭魚綱䲁形目脂䲁科脂䲁屬的一個種，分布於西大西洋巴西海域，深度0至4公尺，本魚體壯，頭寬，吻鈍，眼大，每眼上有一根長的分枝狀卷鬚，頸背兩側有兩條或更多條分枝狀的長捲鬚，延伸至背鰭，口大略斜，背鰭硬棘與鰭條之間有缺口，側線鱗64-68片，身體具4-5條明顯的深色橫帶，橫帶間有較淡的橫帶，所有橫帶均延伸至背鰭和臀鰭，背鰭上的橫帶延伸至鰭外緣，鰓蓋上有一眼斑，雄魚身體橄欖灰色，頭橄欖色，臉頰和吻部有藍綠色斑點，頭部下部和胸部紅色，腹腔紅色；雌魚身體紫灰色至灰褐色，頭部下部、胸部和腹腔灰褐色，頭部下方和喉部有不規則的淺色斑塊，背鰭硬棘17枚、背鰭軟條12枚、臀鰭硬棘2枚、臀鰭軟條18枚，體長可達9.3公分，棲息在海藻生長的岩石區，以甲殼類及片腳類為食，在繁殖期時，雄魚具有領域性，生活習性不明。